# فرانسيس دي لا تور
فرانسيس دي لا تور (بالإنجليزية: Frances de la Tour)‏ هي ممثلة بريطانية، ولدت في 30 يوليو 1944 في المملكة المتحدة. من الجوائز التي نالتها جائزة لورنس أوليفيه وDrama Desk Award for Outstanding Featured Actress in a Play ‏ سنة 2006 وجائزة توني لأفضل ممثلة بارزة في مسرحية ‏ سنة 2006 وLaurence Olivier Award for Actress of the Year in a New Play ‏ سنة 1980 وLaurence Olivier Award for Actress of the Year in a Revival ‏ سنة 1983 وLaurence Olivier Award for Best Actress in a Supporting Role ‏ سنة 1992.

## أعمال

### أفلام
- (2004) الموت على النيل
- (2005) هاري بوتر وكأس النار
- (2010) أليس في بلاد العجائب[9][10][11]
- (2010) كتاب إيلاي[12][13][14]
- (2010) هاري بوتر ومقدسات الموت – الجزء 1[12][15]
- (2011) هيوغو[16]
- (2013) فخ لسندريلا
- (2014) في الغابة
- (2015) سرفايفر
- (2015) مستر هولمز[17][18]

### مسلسلات
- دخيلة

## جوائز وترشيحات
جوائز
- جائزة لورنس أوليفيه
- Drama Desk Award for Outstanding Featured Actress in a Play [الإنجليزية]‏ (2006)
- جائزة توني لأفضل ممثلة بارزة في مسرحية [الإنجليزية]‏ (2006)
- Laurence Olivier Award for Actress of the Year in a New Play [الإنجليزية]‏ (1980)
- Laurence Olivier Award for Actress of the Year in a Revival [الإنجليزية]‏ (1983)
- Laurence Olivier Award for Best Actress in a Supporting Role [الإنجليزية]‏ (1992)

ترشيحات
- جائزة بافتا لأفضل ممثلة في دور ثانوي (2007)
- British Academy Television Award for Best Female Comedy Performance [الإنجليزية]‏ (2014)
- British Academy Television Award for Best Actress [الإنجليزية]‏ (1986)
- British Independent Film Award for Best Performance by an Actress in a British Independent Film [الإنجليزية]‏ (2006)
- جائزة لورنس أوليفيه لأفضل ممثلة [الإنجليزية]‏ (1995)

## وصلات خارجية
- فرانسيس دي لا تور على موقع IMDb (الإنجليزية)
- فرانسيس دي لا تور على موقع ألو سيني (الفرنسية)
- فرانسيس دي لا تور على موقع أول موفي (الإنجليزية)
- فرانسيس دي لا تور على موقع قاعدة بيانات برودواي على الإنترنت (الإنجليزية)
- فرانسيس دي لا تور على موقع قاعدة بيانات الأفلام السويدية (السويدية)
- فرانسيس دي لا تور على موقع قاعدة بيانات الفيلم (الإنجليزية)
- فرانسيس دي لا تور على موقع كينوبويسك (الروسية)